# 東京皇宮飯店

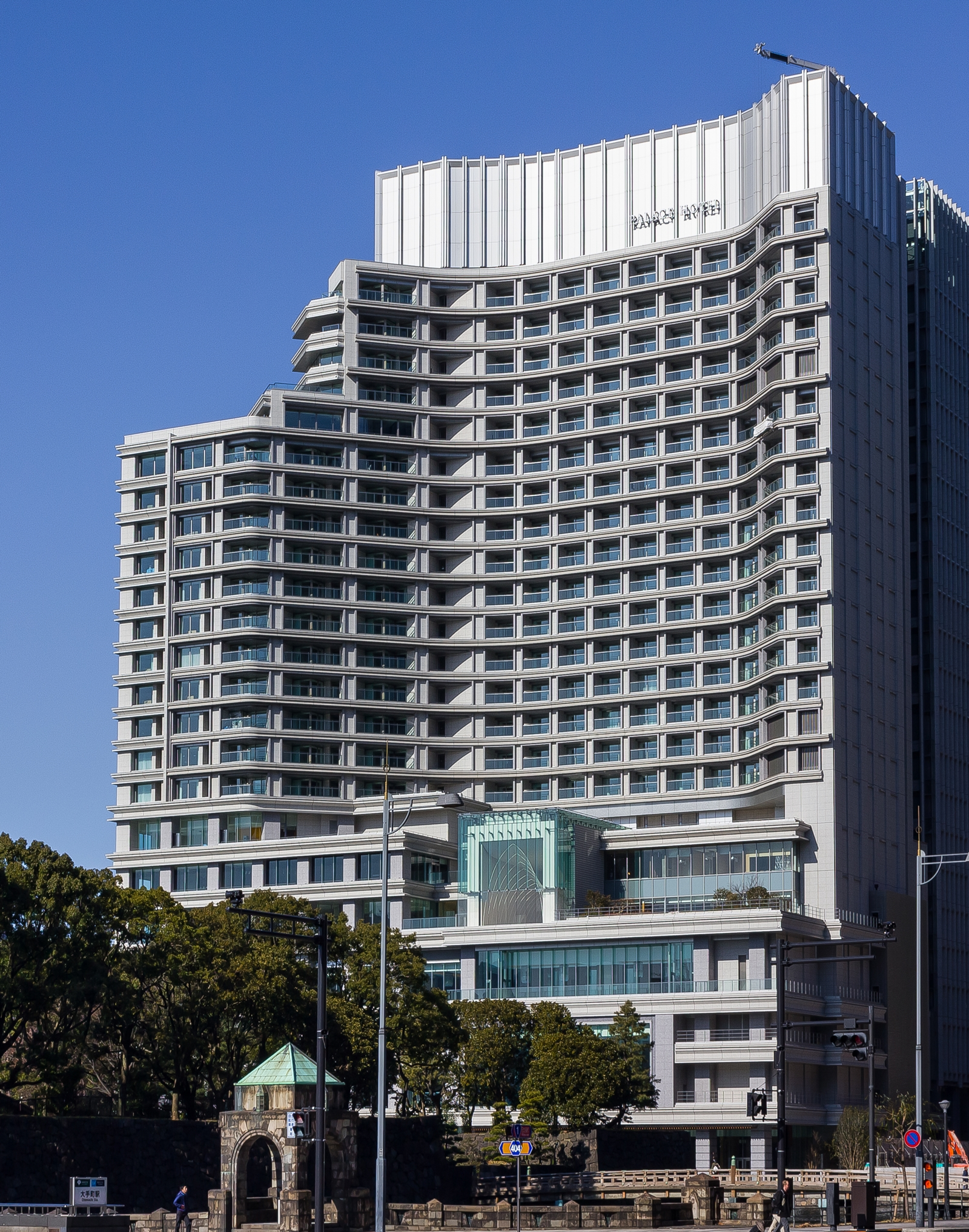
東京皇宮飯店

東京皇宮飯店（日语：パレスホテル東京）是日本東京都千代田區丸之内的一家飯店，也是皇宮飯店集團的旗艦飯店。東京皇宮飯店開業於1961年10月1日，最初名為皇宮飯店，是貿易廳管轄的官營飯店。2009年，皇宮飯店拆除重建。新的地上23層，地下1層的東京皇宮飯店在2012年5月17日開業。東京皇宮飯店的平均客房單價是日本最高，達東京飯店御三家——帝国飯店、東京大倉飯店、新大谷飯店的兩倍以上。

### 引用
1. ↑  パレスホテル東京の歴史 （页面存档备份，存于）
2. ↑  PRESS RELEASE 「パレスホテル東京」2012年5月17日(木)に開業 2011年11月29日 株式会社パレスホテル 的存檔，存档日期2012年6月9日，.
3. ↑  . 朝日新聞デジタル (朝日新聞社). 2012-05-17. （原始内容存档于2012-05-17）.
4. ↑  まさに東京ど真ん中！丸の内1-1-1のパレスホテル東京が新装オープン （页面存档备份，存于） 2012年5月17日 ＳＵＵＭＯジャーナル
5. ↑  パレスホテル東京が御三家超え　都内富裕層に人気 （页面存档备份，存于） 日本経済新聞 2015年10月17日

## 外部連結
- パレスホテル （页面存档备份，存于）
- パレスホテル東京

35°41′5.1″N 139°45′41.1″E / 35.684750°N 139.761417°E